# Tjejjer
Tjejjer är ett musikalbum av Robert Broberg, släppt 1969.

## Låtlista
1. Tjejjer
2. Carola
3. Lajla 1
4. Ingela
5. Ulla-trapid
6. Ellen Lajla 2
7. Elaine
8. Lajla 3
9. Mariga Mary
10. Uppblåsbara Barbara
11. Marie
12. Aurora Rosenkvist
13. Köttbullar
14. Elisabeth
15. Gun Ahrén
16. Rut Blenda
17. Tjejjer

### Fotnoter
1. ↑  ”Tjejjer”. Discogs. 28 mars 1969. http://www.discogs.com/Robert-Karl-Oskar-Robban-Broberg-Tjejjer/master/390391. Läst 3 januari 2015.